# Hôtel Astoria (Saint-Pétersbourg)
Pour les articles homonymes, voir hôtel Astoria et Astoria.
L'hôtel Astoria est un palace cinq étoiles célèbre de Saint-Pétersbourg. Il se trouve dans le prolongement de l'hôtel Angleterre et donne sur la place Saint-Isaac, de côté par rapport à la cathédrale Saint-Isaac.

## Histoire
L'hôtel est construit en 1911-1912 par Johan Fredrik Lidvall et inauguré le 23 décembre 1912. Son premier directeur est un Français, Louis Terrier. Le palace est nationalisé d'après les lois de Lénine, après la Révolution d'Octobre, mais pendant la courte période de la NEP, il est organisé en société par actions. 
Il est absorbé par l'organisme d'État Intourist en 1929 qui le gère jusqu'en 1996.
L'hôtel Astoria est transformé en hôpital pendant le siège de Léningrad. Beaucoup d'artistes mourant de faim et blessés y sont soignés. Hitler avait promis d'y organiser un banquet de victoire dans le jardin d'hiver, le jour où il prendrait Léningrad. Les troupes soviétiques ont découvert par la suite en 1945 des cartons d'invitation à Berlin pour ce banquet qui n'eut évidemment jamais lieu. L'hôtel se situe en face de l'autre côté de la place où se trouve le bâtiment de l'ancienne ambassade de l'Empire allemand du temps de la Russie impériale, qui avait été surmontée d'immenses dioscures jusqu'en 1914, et qui servit ensuite de consulat allemand jusqu'en 1939.

## Aujourd'hui
L'hôtel appartient désormais à la chaîne Rocco Forte Hotels et fait partie de The Leading Hotels of the World. il y a 223 chambres, dont 29 suites de luxe, cinq appartements privés (suites présidentielles) avec deux chambres à coucher, salon, etc.

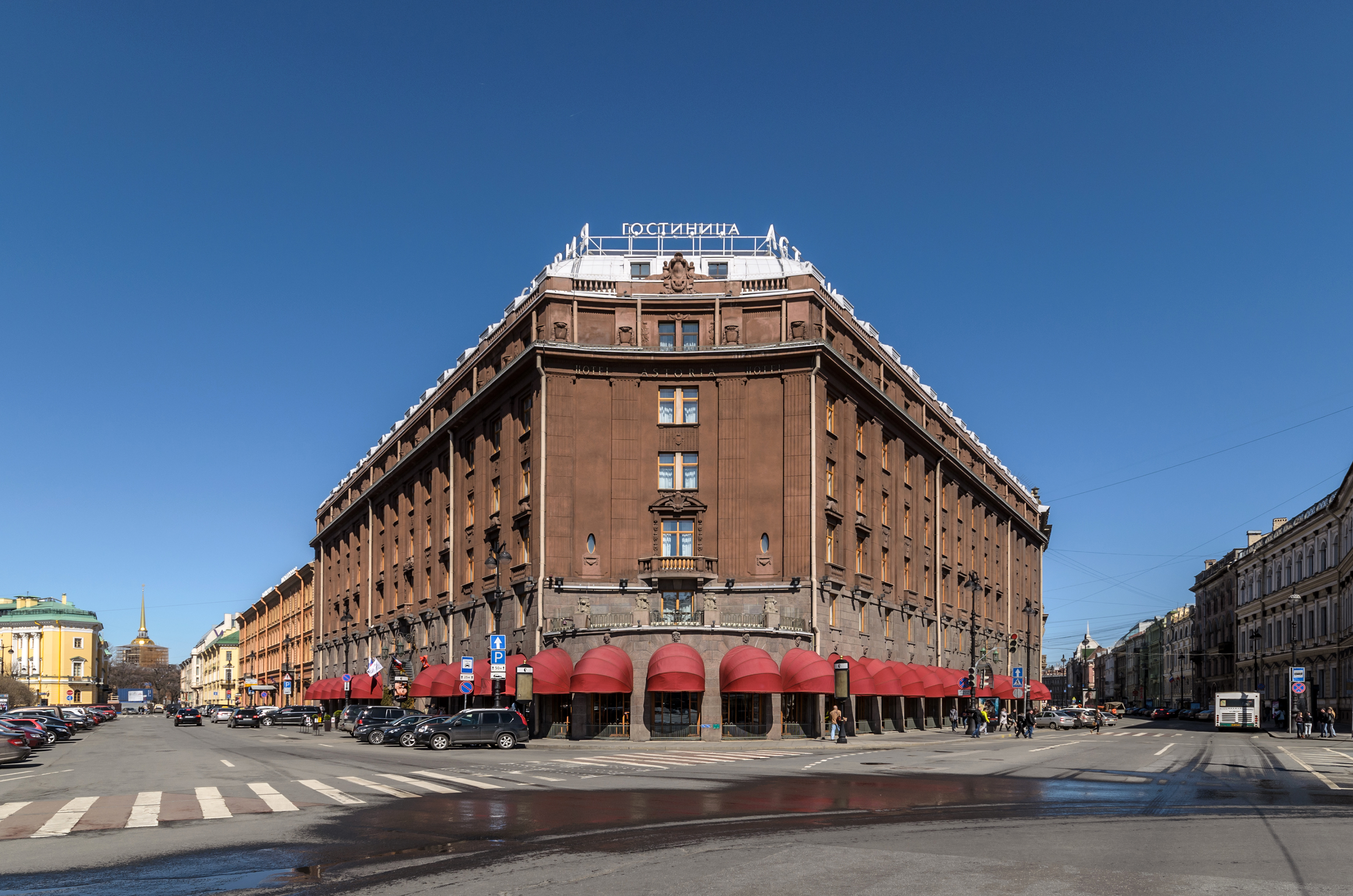
Façade de l'hôtel au printemps
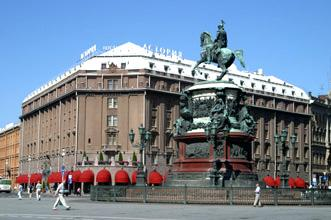
L'hôtel et la statue de Nicolas Ier